# Pannie Kianzad
Pannie Kianzad (født 8. december 1991 i Ahvaz i Iran) er en iransk-svensk MMA-udøver. Hun er på nuværende tidspunkt på kontrakt med Danish MMA Night og var tidligere hos Invicta FC i Bantamvægt-klassen. Før dette kæmpede hun i Cage Warriors hvor hun havde bantamvægt-titlen. I maj 2018 er Kianzad rangeret som nr. 21 i verden i bantamwvægt og nr. 6 blandt bantamwvægtere udenfor UFC. Kianzad er den 6. højest rangerede bantamvægter i Europa.
Kianzad mødte engelske Kerry Hughes til Danish MMA Night den 9. juni, 2018 i Brøndbyhallen i København.

## MMA-karriere

### Tidlige karriere
Kianzad startede sin MMA-karriere i boksning da hun var omkring 14 år og hun boksede omkring 30 amatørkampe. I 2010, deltog hun i de Svenske Mesterskaber i Shootfighting og kom på anden pladsen, hvor hun vandt sølv efter at tabe til Lina Länsberg i finalen. Det følgende år, i en alder af 19 år, blev hun svensk mester i shootfighting ved at besejre Genesini Serena via submission (armbar) i 2. omgang.
Efter at være blevet professionel i MMA revancherede hun sit nederlag mod Lina Länsberg i sin 3. kamp som hun vandt på TKO. Hun vandt fem gange i træk i mindre forbund før hun fik kontrakt med Cage Warriors. Under denne periode gik hun fra sit team Kaisho i Helsingborg i Sverige, til Rumble Sports i København. I 2018 træner Kianzad hos Arte Suave i København.

### Cage Warriors
I 2014 skrev Kianzad kontrakt med den det britiske top-selskab Cage Warriors. Hun fik sin debut mod Megan van Houtum den 22. august 2014 ved Cage Warriors 71. Hun vandt kampen på TKO i 3. omgang.
Det var meningen at Kianzad skulle Agnieszka Niedzwiedz om den ledige bantamvægt-titel den 15. november 2014 ved Cage Warriors 74, men Niedzwiedz var nødt til at trække sig fra kampen på grund af en skade og Kianzads modstander blev ændret til den finske kæmper Eeva Siiskonen. Efter 5 omgange besejrede Kianzad Siiskonen på en enstemmig afgørelse (50-45, 50-45, 49-46) og blev Cage Warriors første kvindelige bantamvægtmester.

### Invicta Fighting Mesterskab
Efter at være forblevet ubesejret efter hendes første 7 kampe, og være blevet Cage Warriors-mester, tog Kianzad endnu et skridt op i sin karriere da hun skrev kontrakt med Invicta FC i marts, 2015.
Hun fik sin debut mod Jessica-Rose Clark den 9. juli 2015 ved Invicta FC 13. Kianzad vandt kampen via en ensidig enstemmig afgørelse.
Det blev annonceret at Kianzad skulle møde den nykronede mester Tonya Evinger i en titelkamp den 14. september 2015 ved Invicta FC 14. Men, Kianzad klarede ikke vægten så det blev ændret til en ikke-titelkamp.  Hun tabte på TKO i 2. omgang og led dermed karrierens første nederlag.
Hun kæmpede mod Raquel Pa'aluhi den 14. januar 2017 ved Invicta FC 21. Hun tabte kampen på submission ved et rear-naked choke i 1. omgang.
Kianzad mødte Sarah Kaufman den 13. januar 2018 ved Invicta FC 27. Hun tabte kampen via en enstemmig afgørelse.
Kianzad kæmpede mod Bianca Daimoni den 4. maj 2018 ved Invicta FC 29. Til indvejningen, vejede Kianzad ind på 134.8 lbs mens Daimoni vejede ind på 139.6, og vejede derfor 3.6 lbs for meget i forhold til bantamvægts øvre grænse på 136 lbs og det blev derfor til en catchweight-kampen. Daimoni fik en bøde på 5 procent af hendes kamp-løn for ikke at klare vægten Kianzad vandt kampen via en enstemmig afgørelse.

## Mesterskaber og meritter

### MMA
- Cage Warriors Fighting Mesterskab
  - CWFC Women's Bantamweight Championship[33]
- Nordic MMA Awards - MMAViking.com
  - 2013 Female Fighter of the Year[34]

## References
1. ↑  "Pannie Kianzad Joins Invicta Bantamweight Roster". invictafc.com.
2. ↑  "Cage Warriors". cagewarriors.com. Arkiveret fra originalen 25. juni 2017. Hentet 22. maj 2018.
3. ↑  "Women's Bantamweight (129-139.9 lbs) fighter ranks". Fightmatrix.com. 2015-08-20.
4. ↑  "Women's Bantamweight (129-139.9 lbs) fighter ranks". Fightmatrix.com. 2015-08-20.
5. ↑  "Women's Bantamweight (129-139.9 lbs) fighter ranks". Fightmatrix.com. 2015-08-20.
6. ↑  "Pannie Kianzad speaks ahead of CWFC 74". mmaplus.co.uk. 2014-11-10.
7. ↑  "Åtta nya Svenska mästare i shootfighting". BudoKampsport.se. 2010-12-06. Arkiveret fra originalen 12. marts 2016. Hentet 2014-11-15.
8. ↑  "Den sjukaste känsla jag upplevt". HD.se. 2011-12-04. Hentet 2014-11-15.
9. ↑  "TMMA - Trophy MMA 1". Sherdog.
10. ↑  "Pannie Kianzad gets Megan van Houtum at Cage Warriors 71". mmaviking.com. 2014-08-19.
11. ↑  "Womens MMA report: Correia and Dudieva earn UFC wins, Swedes dominate at Cage Warriors 71". MMAjunkie.com. 2014-09-01.
12. ↑  "Kianzad vs Niedzwiedz set for Cage Warriors 74 on Nov. 15". fightnetwork.com. 2014-08-29. Arkiveret fra originalen 29. november 2014. Hentet 22. maj 2018.
13. ↑  "Niedzwiedz out, Siiskonen in vs Kianzad at Cage Warriors 74". irishmma.com. 2014-11-09. Arkiveret fra originalen 4. september 2016. Hentet 22. maj 2018.
14. ↑  "Eeva Siiskonen replaces Agnieszka Niedzwiedz in saturdays Cage Warriors 74 title fight". mmajunkie.com. 2014-11-10.
15. ↑  "Cage Warriors 74 results: Nicolas Dalby, Pannie Kianzad claim title victories". MMAjunkie.com. 2014-11-15. Hentet 2014-11-15.
16. ↑  "Nordic Weekend Roundup from England, Finland, Estonia, and Lithuania". Nordic MMA Everyday at MMA Viking.
17. ↑  "Invicta FC adds unbeaten Pannie Kianzad to bantamweight roster". combatpress.com. 2015-03-24.
18. ↑  "Undefeated bantamweight Pannie Kianzad signs with Invicta FC". wmmaroundup.com. 2015-03-24. Arkiveret fra originalen 23. maj 2018. Hentet 22. maj 2018.
19. ↑  "Pannie Kianzad signed to Invicta FC; I'm coming to take over". mmaviking.com. 2015-03-25.
20. ↑  "Faith Van Duin vs Christiane 'Cyborg' Justino title fight announced for Invicta FC 13, Jessy-Rose Clark to meet Pannie Kianzad in promotional debut". fightnewsaustralia.com. 2015-06-12.{{cite web}}:  CS1-vedligeholdelse: url-status (link)
21. ↑  "Invicta FC 13 results: Pannie Kianzad stays undefeated, looks impressive in UD win". bjpenn.com. 2015-07-09. Arkiveret fra originalen 23. september 2015. Hentet 22. maj 2018.
22. ↑  "Pannie Kianzad wins in dominant fashion at Invicta 13". mmaviking.com. 2015-07-10.
23. ↑  "Invicta FC 14 gets new headliner with Tonya Evinger vs Pannie Kianzad". sherdog.com. 2015-08-10.
24. ↑  "Pannie Kianzad steps in to headline Invicta FC 14". mmaviking.com. 2015-08-10.
25. ↑  "Invicta FC 14 results: Evinger dominates Kianzad in non-title main event". bloodyelbow.com. 2015-09-13. Arkiveret fra originalen 23. maj 2018. Hentet 22. maj 2018.
26. ↑  "Raquel Pa'aluhi vs. Pannie Kianzad, Jodie Esquibel vs. DeAnna Bennett added to Invicta FC 21". mmafighting.com. 2016-12-08.
27. ↑  "Invicta FC 21 results: Megan Anderson captures interim 145-pound title, calls out future UFC champ". mmajunkie.com. 2017-01-14.
28. ↑  "Sarah Kaufman vs. Pannie Kianzad headlines Invicta FC 27 on Jan. 13". mmajunkie.com. 2017-12-19.
29. ↑  DNA, MMA. "Uitslagen : Invicta FC 27 : Kianzad vs. Kaufman". mmadna.nl (amerikansk engelsk). Hentet 2018-01-14.
30. ↑  "Pannie Kianzad, Pearl Gonzalez among additions to Invicta FC 29's nine-bout lineup". mmajunkie.com. 2018-04-09.
31. ↑  invictafc.com. "Invicta FC 29: Kaufman vs. Lehner Official Weigh-in Results". InvictaFC. Arkiveret fra originalen 8. maj 2018. Hentet 2018-05-03.
32. ↑  "Invicta FC 29 Results: Kaufman Submits Lehner, Claims Bantamweight Title". invictafc.com. 2018-05-04. Arkiveret fra originalen 9. maj 2018. Hentet 22. maj 2018.
33. ↑  "Pannie Kianzad is the new CWFC world champion". demotix.com. 2014-11-15.{{cite web}}:  CS1-vedligeholdelse: url-status (link)
34. ↑  "2013 Nordic Female Fighter of the Year : Pannie Kianzad | Nordic MMA Everyday at MMA Viking". Mmaviking.com. 2016-03-09. Hentet 2016-08-29.